# Ferdinand von Natzmer
Theodor Wilhelm Ferdinand von Natzmer (* 26. Mai 1815 in Düsseldorf; † 20. Juni 1868 in Neiße) war ein preußischer Generalmajor.

## Leben

### Herkunft
Ferdinand war ein Sohn des preußischen Oberstleutnants Felix Ferdinand von Natzmer (1780–1815) und dessen Ehefrau Wilhelmine Henriette, geborene von Arentschildt (1793–1867), eine Tochter des russischen Generalmajors Wilhelm von Arentschildt. Sein Onkel Oldwig von Natzmer war preußischer General der Infanterie.

### Militärkarriere
Natzmer besuchte das Berliner Kadettenhaus und wurde am 7. August 1832 als Portepeefähnrich dem 1. Garde-Regiment zu Fuß der Preußischen Armee überwiesen. Er avancierte Mitte Dezember 1831 zum Sekondeleutnant, war 1841/48 Adjutant des II. Bataillons und wurde zwischenzeitlich als Premierleutnant dem Regiment aggregiert sowie am 17. November 1846 einrangiert. 1848 nahm er an den Straßenkämpfen in Berlin teil. Er wurde am 19. Januar 1850 Hauptmann und Kompaniechef. Am 9. Juli 1857 zum Major befördert, kam er zeitgleich als Kommandeur des III. Bataillons im 26. Landwehr-Infanterie-Regiment nach Neuhaldensleben. Am 18. Januar 1859 wurde er Kommandeur des Füsilier-Bataillon im 28. Infanterie-Regiment. Er wurde am 18. Oktober 1861 zum Oberstleutnant befördert und als solcher nahm Natzmer 1864 am Krieg gegen Dänemark teil. Nach dem Krieg wurde er am 28. November 1864 mit Patent vom 25. Juni 1864 zum Oberst befördert und zum Kommandeur des 3. Niederschlesischen Infanterie-Regiments Nr. 50 ernannt. In dieser Stellung nahm er 1866 während des Krieges gegen Österreich an der Schlacht bei Königgrätz teil und wurde mit dem Roten Adlerorden III. Klasse mit Schwertern ausgezeichnet. Unter Stellung à la suite wurde er am 5. November 1867 zum Kommandeur der 24. Infanterie-Brigade ernannt sowie am 22. März 1868 zum Generalmajor befördert. Natzmer verstarb am 20. Juni 1868 in Neiße.
Sein Kommandeur beurteilte ihn 1847 wie folgt: „Verbindet mit einem soliden Charakter ein anständiges Betragen. In dienstlicher Beziehung ist er brauchbar, eifrig und sehr lebendig und bestätigt seine Brauchbarkeit bei der Führung der ihm übertragenen Adjutanten-Geschäfte.“

### Familie
Natzmer heiratete am 6. Juni 1841 in Potsdam Marie von Dresky (1824–1847). Aus der Ehe ging der spätere preußische Generalleutnant Oldwig von Natzmer (1842–1899) hervor, der 1871 Helene von Natzmer (1846–1935) heiratete.
Nach dem Tod seiner ersten Frau heiratete Natzmer am 2. November 1848 in Potsdam Georgine Christiani (1821–1886), mit der er folgende Kinder hatte:
- Marianne (*/† 1849)
- Friedrich (1850–1870), gefallen bei St. Privat
- Gneomar (* 1852), preußischer Oberstleutnant, Herr auf Trebendorf, seit 1911 Ehrenritter[3] des Johanniterordens ⚭ 1880 Therese von Ohlendorf (* 1862)
- Wanda (* 1855)
- Wilhelm (1857–1900), preußischer Major und stellvertretender Kommandeur der Schutztruppe für Deutsch-Ostafrika
- Agnes (* 1859)